# Carl Fruwirth
Carl Fruwirth, auch Karl, (* 31. August 1862 in Wien; † 21. Juli 1930 in Baden (Niederösterreich)) war ein k. u. k. österreichischer Agrarwissenschaftler. Er wirkte ein Jahrzehnt auch in Deutschland und gilt als ein herausragender Fachvertreter auf dem Gebiet der Pflanzenproduktionslehre. Sein offizielles botanisches Autorenkürzel lautet „Fruwirth“.

## Lebensweg
Carl Fruwirth, Sohn des Historienmalers Carl  Fruwirth, studierte nach zweijähriger landwirtschaftlicher Praxis an der Hochschule für Bodenkultur in Wien und unternahm 1886 eine viermonatige Studienreise durch die Vereinigten Staaten von Nordamerika. Nach seiner Rückkehr legte er die Lehramtsprüfung für landwirtschaftliche Betriebslehre und Pflanzenbau ab und studierte noch zwei Semester an der Universität Wien.
Von 1887 bis 1897 wirkte Fruwirth als Lehrer an der „Höheren Landwirtschaftlichen Lehranstalt Francisco-Josephinum“ in Mödling bei Wien. 1892 habilitierte er sich an der Hochschule für Bodenkultur in Wien und lehrte hier seitdem gleichzeitig Pflanzenbau. Außerdem hielt er erstmals an dieser Hochschule Vorlesungen über Pflanzenzüchtung. Während seiner Mödlinger Zeit unternahm er mehrere Studienreisen und publizierte zahlreiche Beiträge über aktuelle Probleme des Landbaus. Sein erstes Buch über Hopfenbau und Hopfenbehandlung (1888) wurde mit einem Preis ausgezeichnet. 
1897 folgte Fruwirth einem Ruf als ordentlicher Professor für Pflanzenbau an die Landwirtschaftliche Akademie Hohenheim. Hier verbrachte er zehn arbeitsreiche Jahre. Zu seinen Lehrverpflichtungen gehörten Vorlesungen über Pflanzenproduktionslehre, Pflanzenzüchtung, Geschichte der Landwirtschaft sowie über landwirtschaftliche Maschinenkunde. Auf seine Initiative wurde 1905 die Königliche Württembergische Landessaatzuchtanstalt in Hohenheim gegründet. Als erstem Vorstand gelang ihm innerhalb weniger Jahre der Aufbau einer funktionsfähigen privaten Pflanzenzüchtung in Württemberg mit Sortenprüfungen und Saatgutanerkennung.
1907 kehrte Fruwirth nach Österreich zurück. Als Nachfolger von Guido Krafft übernahm er die Lehrkanzel für Land- und Forstwirtschaft an der Technischen Hochschule in Wien. Zunächst war er nur als Honorardozent angestellt. 1910 wurde er zum außerordentlichen Professor ernannt und 1917 zum ordentlichen Professor berufen. Im Vergleich zu Hohenheim hatte er in Wien nur eine bescheidene akademische Stellung. Für experimentelle Forschungen standen ihm keine Arbeitsmöglichkeiten zur Verfügung. Deshalb kaufte er mit eigenen Mitteln das Gut „Waldhof“ bei Amstetten in Niederösterreich. Hier richtete er ein Versuchsfeld ein, das von seiner Frau Jenny (1864–1948) und seiner einzigen Tochter mitbetreut wurde. Fruwirth starb an den Folgen eines Hautkarzinoms. Auf dem Friedhof in Amstetten, nahe seinem Gut „Waldhof“, fand er seine letzte Ruhestätte.

## Lebenswerk
Fruwirths wissenschaftliches Werk war umfangreich, vielseitig und anregend für zahlreiche Teilgebiete der landwirtschaftlichen Pflanzenproduktionslehre. Seine ersten experimentellen Forschungsarbeiten unternahm er in Mödling. Hier untersuchte er vor allem die sortenbedingten landwirtschaftlich-botanischen Eigenschaften bei Getreide und Hülsenfrüchten. Auch Studien über die Ausbildung des Wurzelsystems bei Hülsenfrüchten fallen in diese Zeit. In Hohenheim galt vorrangig der Pflanzenzüchtung sein Interesse. Beachtenswert sind Untersuchungen über die Blüh- und Befruchtungsverhältnisse der Getreide- und Leguminosenarten. Auch auf seinem Gut „Waldhof“ in Amstetten lag der Schwerpunkt seiner Versuchstätigkeit auf dem Gebiet der Pflanzenzüchtung. Besonders intensiv studierte er hier die Probleme erblicher und nichterblicher Variabilität und die Wirkungszusammenhänge zwischen Kältereiz und Schossen bei Getreide. Mit neuen Auslese- und Kreuzungsmethoden war er auch als praktischer Pflanzenzüchter sehr erfolgreich.
Größte Anerkennung in der Fachwelt erwarb sich Fruwirth als Autor und Herausgeber mehrerer Lehr- und Handbücher. Sein wissenschaftliches Hauptwerk ist ein Handbuch über Pflanzenzüchtung. Viele Jahre hat Fruwirth das Wissen über dieses, damals noch junge Fachgebiet gesammelt, systematisiert und zu einem Lehrgebäude vereinigt. Das erste während seiner Hohenheimer Zeit 1901 erschienene Buch „Die Züchtung der landwirtschaftlichen Kulturpflanzen“ war der Auftakt für ein fünfbändiges Standardwerk, dessen wiederholte Teilauflagen seit 1914 unter dem Titel „Handbuch der landwirtschaftlichen Pflanzenzüchtung“ erschienen sind. Dieses von der Verlagsbuchhandlung Paul Parey in Berlin verlegte Werk hat die Entwicklung der Pflanzenzüchtung weltweit maßgebend beeinflusst.
Weite Beachtung fand auch sein Buch „Die Saatenanerkennung“ (1918) und die gemeinsam mit Theodor Roemer verfasste „Einführung in die landwirtschaftliche Pflanzenzüchtung“ (1921). Auf Fruwirths Initiative wurde 1910 die „Österreichische Gesellschaft für Pflanzenzüchtung“ gegründet. 1913 gründete Fruwirth die „Zeitschrift für Pflanzenzüchtung“, die er als federführender Herausgeber bis zu seinem Tode redaktionell betreut hat.
Fruwirth war jedoch nicht nur Saatgutexperte und Pflanzenzüchter, sondern er galt zugleich als einer der kompetentesten Pflanzenbauwissenschaftler seiner Zeit. So hat er zwischen 1910 und 1927 mehrere Auflagen der acker- und pflanzenbaulichen Bände des „Lehrbuches der Landwirtschaft auf wissenschaftlicher und praktischer Grundlage“ seines Wiener Amtsvorgängers Guido Krafft neubearbeitet und herausgegeben sowie auch weitere pflanzenbauliche Fachbücher veröffentlicht. 
Besondere Aufmerksamkeit widmete Fruwirth der Biologie und Bekämpfung von Ackerunkräutern. Mehrere Beiträge darüber sind in der Schriftenreihe „Arbeiten der Deutschen Landwirtschafts-Gesellschaft“ erschienen. Zahlreiche, oft nur wenige Seiten umfassende Flugschriften Fruwirths waren vornehmlich für die Landwirte bestimmt.

## Ehrungen und Auszeichnungen
1922 wurde Fruwirth der Titel Hofrat verliehen. 1922 erhielt er von der Landwirtschaftlichen Hochschule Hohenheim und 1924 von der Hochschule für Bodenkultur Wien die Ehrendoktorwürde. Fruhwirth war seit 1925 Mitglied der Deutschen Akademie der Naturforscher Leopoldina und Korrespondierendes Mitglied der Landwirtschaftlichen Akademien zu Florenz und Stockholm. Als Träger hoher Orden besaß er u. a. das Ritterkreuz des Kronordens des Königshauses Württemberg. Auf dem Gelände der Universität Hohenheim trägt eine Straße seinen Namen (Fruwirthstraße).

## Schriften (Auswahl)
- Hopfenbau und Hopfenbehandlung. Parey, Berlin 1888. 2. Auflage 1908. 3. Auflage 1928 = Thaer-Bibliothek Band 70.
- Landwirtschaftliche Pflanzenzüchtung und ihre Stätten in Oesterreich. Deuticke, Wien 1896.
- Der Anbau der Hülsenfrüchte. Parey, Berlin 1898. 2. Auflage 1914 = Thaer-Bibliothek Band 96. 3. Auflage unter dem Titel Handbuch des Hülsenfruchterbaues. 1921.
- Die Züchtung der landwirtschaftlichen Kulturpflanzen. Seit 1914 unter dem Titel Handbuch der landwirtschaftlichen Pflanzenzüchtung. 5 Bände. Parey, Berlin. Band 1: 1901 (7. Auflage 1930). Band 2: 1904 (5. Auflage 1924). Band 3: 1906 (5. Auflage 1924). Band 4: 1907 (4. Auflage 1923). Band 5: 1912 (2. Auflage 1923).
- Der Getreidebau. Jänecke, Leipzig 1907 = Bibliothek der gesamten Landwirtschaft. Band 14. – Neue Auflage Leipzig 1921 = Handbuch für die gesamte Landwirtschaft. Abt. 40 u. 41.
- Guido Krafft: Lehrbuch der Landwirtschaft auf wissenschaftlicher und praktischer Grundlage. Neubearbeitet von Carl Fruwirth. Parey, Berlin. Band 1: Die Ackerbaulehre. 9. Auflage 1910 bis 15. Auflage 1927. Band 2: Die Pflanzenbaulehre. 8. Auflage 1908 bis 14. Auflage 1927.
- Die Pflanzen der Feldwirtschaft. Stuttgart 1913.
- Die Saatenanerkennung. Parey, Berlin 1918. 2. Auflage 1922.
- mit Theodor Roemer: Einführung in die landwirtschaftliche Pflanzenzüchtung. Parey, Berlin 1921. 2. Auflage 1923.